# Pleistocene Rewilding

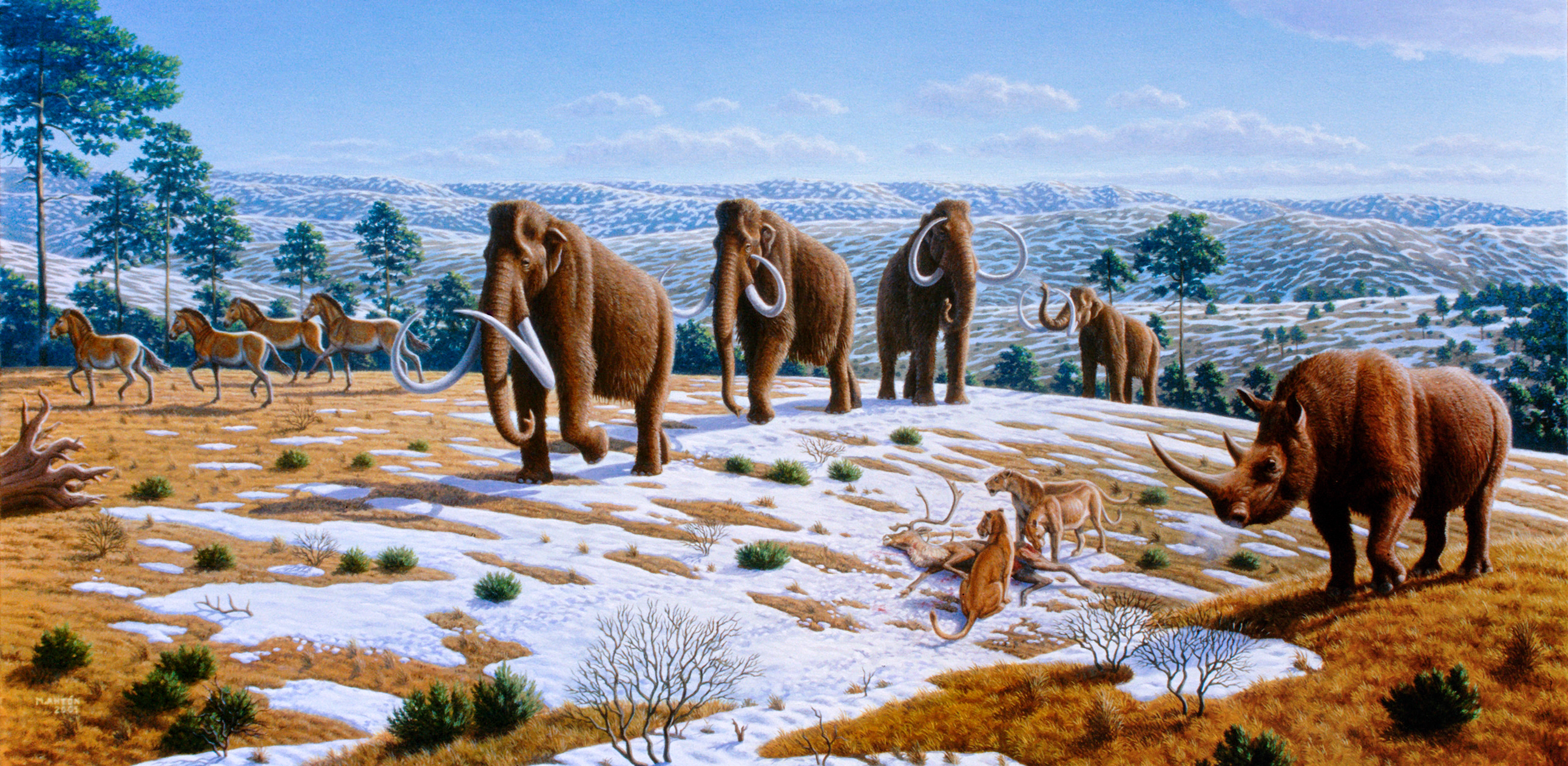
Künstlerische Darstellung einer möglichen Version einer Mammutsteppe im heutigen Nordspanien von Mauricio Antón

Pleistocene Rewilding ist eine Variante des Rewilding, bei dem die Renaturierung von Naturgebieten mittels der Wiedereinführung der in der jeweiligen Region ehemals vertretenen Megafauna angestrebt wird.
Dies geschieht basierend auf der Annahme, dass vom Menschen ausgerottete oder aus der Wildnis verdrängte Arten, insbesondere Großtiere, einen wichtigen Beitrag zu der Funktionalität ihres Ökosystems leisteten, und deren Wiedereinführung daher essentiell für eine authentische Dynamik in den jeweiligen Arealen sei. Dies wird als sogenannte Megaherbivorenhypothese bezeichnet. Teilweise hängt die argumentative Legitimation der Wiedereinführung von im Pleistozän lokal ausgestorbenen Arten bzw. deren Ersatz vom Zutreffen der Overkill-Hypothese ab, welche den Menschen als die Hauptursache für die Pleistozäne Aussterbewelle sieht.

## Hintergrund

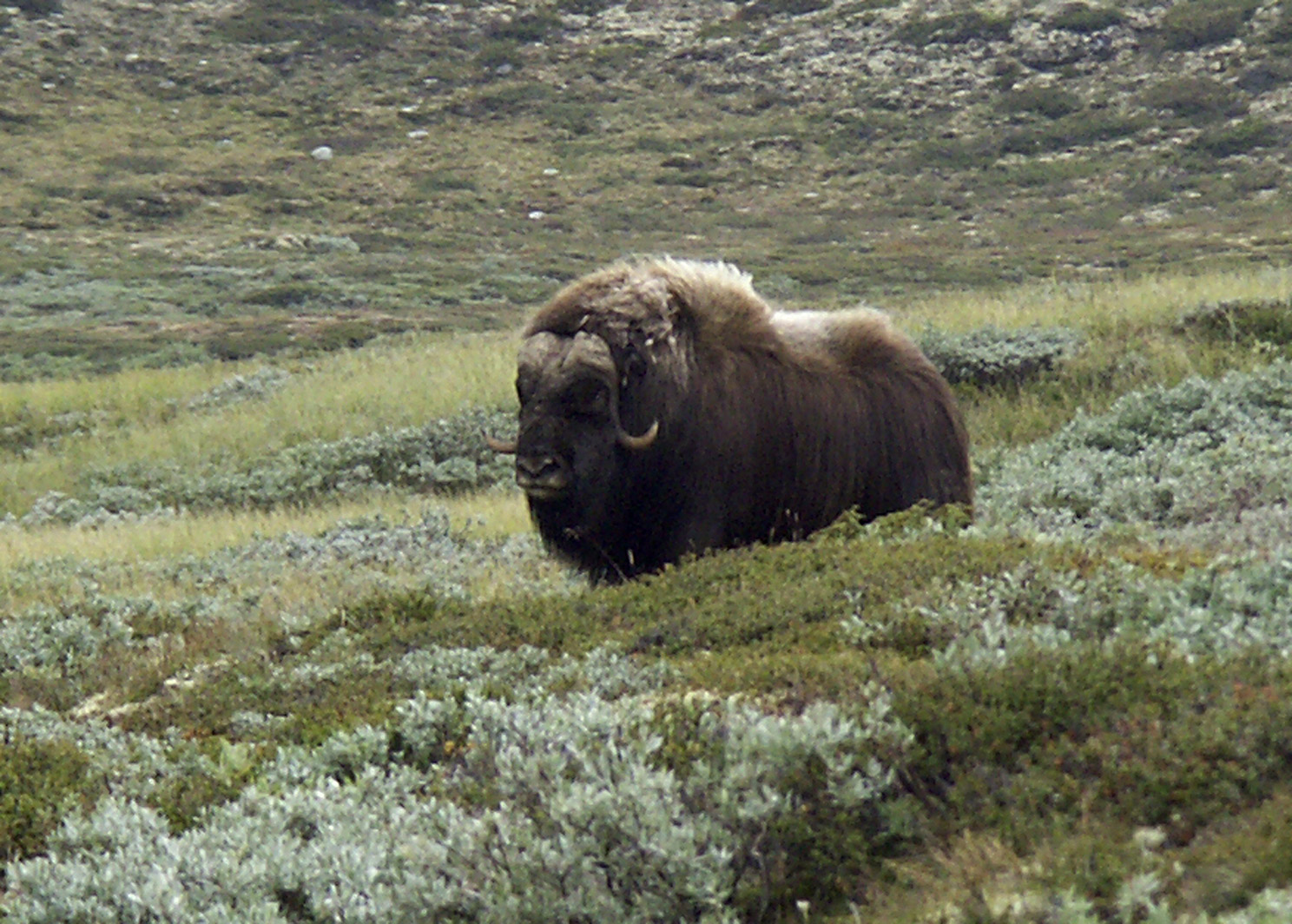
Im Dovrefjell-Sunndalsfjella-Nationalpark wieder eingeführter Moschusochse

Die heutige Landwirbeltier-Fauna entstand unter dem Einfluss einer einst auf beinahe allen Kontinenten präsenten Megafauna. Nicht nur Räuber und Beute standen in einer Dynamik zueinander, sondern auch große Herbivoren zu den von ihnen laut Megaherbivorenhypothese geprägten oder beeinflussten Landschaftstypen. Sofern die Overkill-Hypothese allgemein zutrifft, wären der Wegfall der Megafauna und die damit entstandenen ökologischen Veränderungen ein unnatürlicher Zustand, welcher die bereits reduzierte Biodiversität bedroht. Die Wiedereinführung oder teilweise Ersetzung der Megafauna hätte laut Befürwortern des Rewildings folgende Vorteile:
- Praktische Testung der Megaherbivorenhypothese. Bislang ist es offen, ob Beweidung durch große Pflanzenfresser Gebiete langfristig offenhalten oder Wälder öffnen kann.[5]
- Artenschutz: Die Wiedereinführung von eventuell bedrohten Arten in Gebieten, in denen sie einst ausstarben oder ausgerottet wurden, ist seit jeher ein Ziel des Artenschutzes.
- Natürliche Dynamik von Fauna und Flora. Kleinere und mittelgroße Tiere sind von der Megafauna direkt oder indirekt abhängig. Große Pflanzenfresser stellen etwa die Beute für in Europa sporadisch wieder vordringende Raubtier-Arten wie Wolf oder Nordluchs dar, welche bislang durch Risse von Nutzvieh Probleme verursachen. Umgekehrt wird die Population von Megaherbivoren durch große Raubtiere reguliert. Dass diese dafür eingeführt werden müssen, zeigt sich daran, dass es derzeit in einigen nordamerikanischen Nationalparks wie Yellowstone notwendig ist, überzählige Tiere zu töten.[6] Vögel wie Kuhreiher und Kiebitze profitieren von Megaherbivoren einerseits durch das Aufscheuchen von Insekten, welche die sich in der Nähe aufhaltenden Kuhreiher anschließend vertilgen, andererseits durch das Offenhalten von Flächen, die als Nistplatz fungieren. Der Kot von großen Pflanzenfressern trägt als natürlicher Dünger zur Nutrifizierung der Weideflächen bei. Des Weiteren partizipieren Megaherbivoren an der Verbreitung von Samen durch den Verzehr von Früchten.[7] Ein Beispiel hierfür ist etwa der Milchorangenbaum, dessen Früchte möglicherweise auf die Öffnung durch die ursprünglich dort heimische Megafauna angewiesen waren.[8]
- Möglich ist auch ein touristischer Vorteil für strukturschwache Regionen, die an Wildnisgebiete angrenzen, analog zum Kruger-Nationalpark.

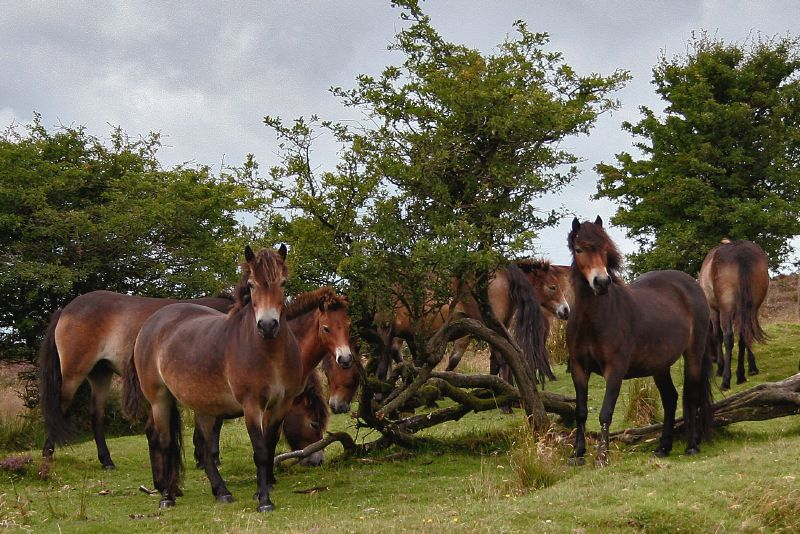
Wilde Exmoor-Ponys nahe Winsford, England

Da es am Ende des Pleistozäns und im Laufe des Holozäns nicht nur zu lokalem Aussterben kam, sondern etliche Arten global ausstarben bzw. ausgerottet wurden, können einige Populationen nicht durch Vertreter derselben Spezies ersetzt werden. Für diese Fälle besteht die Möglichkeit, sie durch ökologisch und morphologisch ähnliche Verwandte zu ersetzen. So wurden Große Emus vor einiger Zeit anstelle der ausgerotteten Känguru-Insel-Emus auf der Känguru-Insel ausgewildert. Bei Wildtieren, die einst domestiziert wurden, kann man auf geeignete domestizierte Nachfahren zurückgreifen. Eine Möglichkeit ist, eine geeignete Rasse unverändert auszuwildern, so werden etwa das Konik oder das Exmoor-Pferd als Ersatz für das europäische Wildpferd vorgeschlagen, von welchen ersteres etwa in Oostvaardersplassen, letzteres im Exmoor-Nationalpark noch in wilden Beständen vorkommt. Des Weiteren wurden einige Rassen mit der Maßgabe gezüchtet, ihrer Wildform nahezukommen (Abbildzüchtung). Eine weitere Möglichkeit ist, Haustierrassen zu verwenden, welche durch Dedomestikation bereits wieder zu Wildtieren wurden, etwa Mustangs.

## Kritik
10.000 Jahre können eine ausreichende Zeitspanne darstellen, zwischen den verbleibenden Arten in terrestrischen Ökosystemen eine neue Klimaxgesellschaft entstehen zu lassen.  Die Megaherbivorenhypothese, also die Fähigkeit von Großpflanzenfressern, Parklandschaften offen zu halten oder Wälder zu öffnen, ist nicht sicher belegt. Es wird unter anderem entgegnet, dass durch die Jahrtausende der reduzierten Großtierdiversität sich Normen entwickelten, welche diesen Zustand als naturgegeben erachten.
Eine 2022 abgeschlossene Langzeitstudie zur Wiederansiedlung von Bisons in den USA wurde dagegen wissenschaftlich positiv beurteilt.

## Rewilding-Initiativen

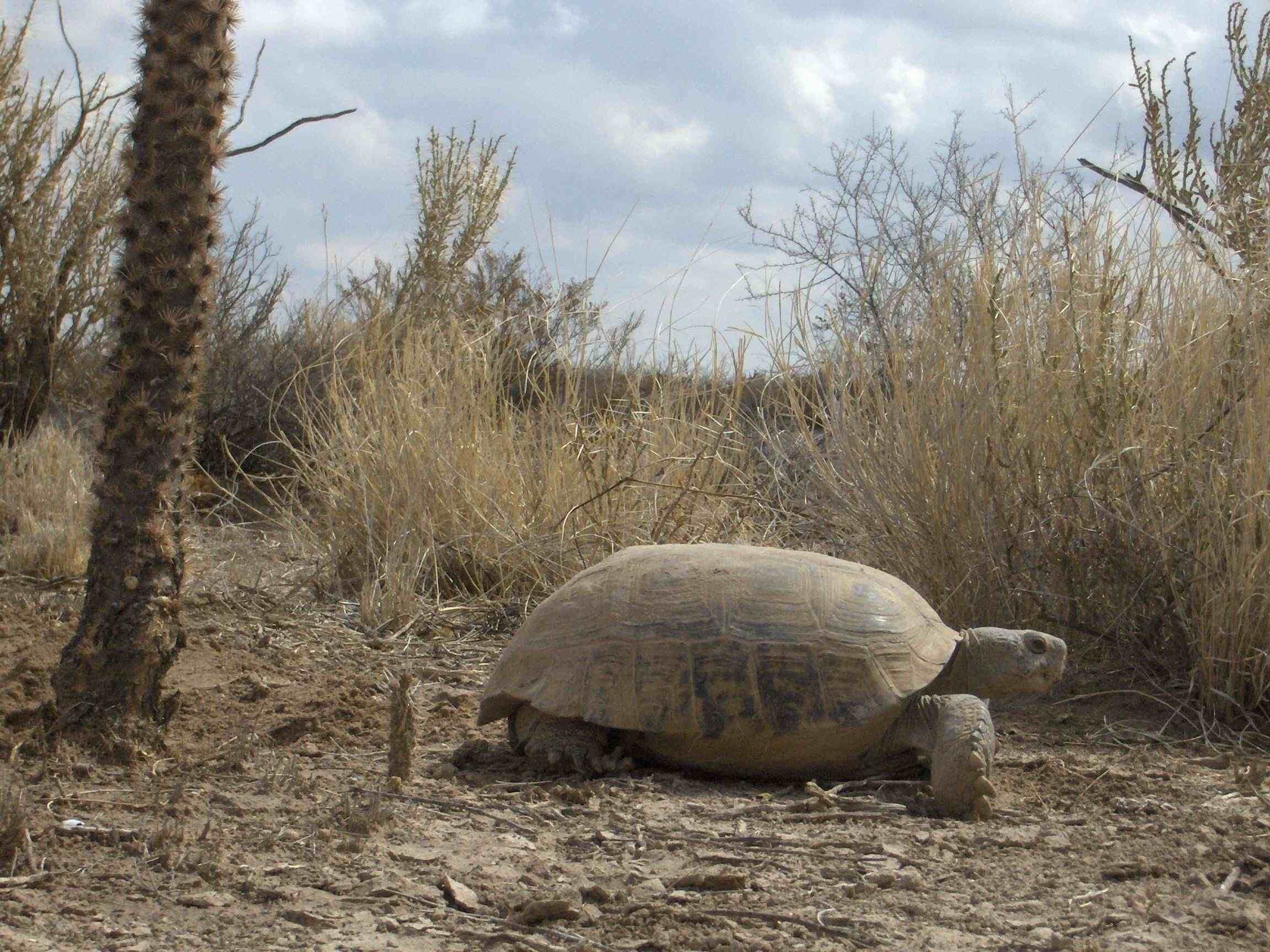
Die Gelbrand-Gopherschildkröte war das erste Tier, welches bewusst in einem ehemaligen pleistozänen Verbreitungsgebiet wieder eingeführt wurde

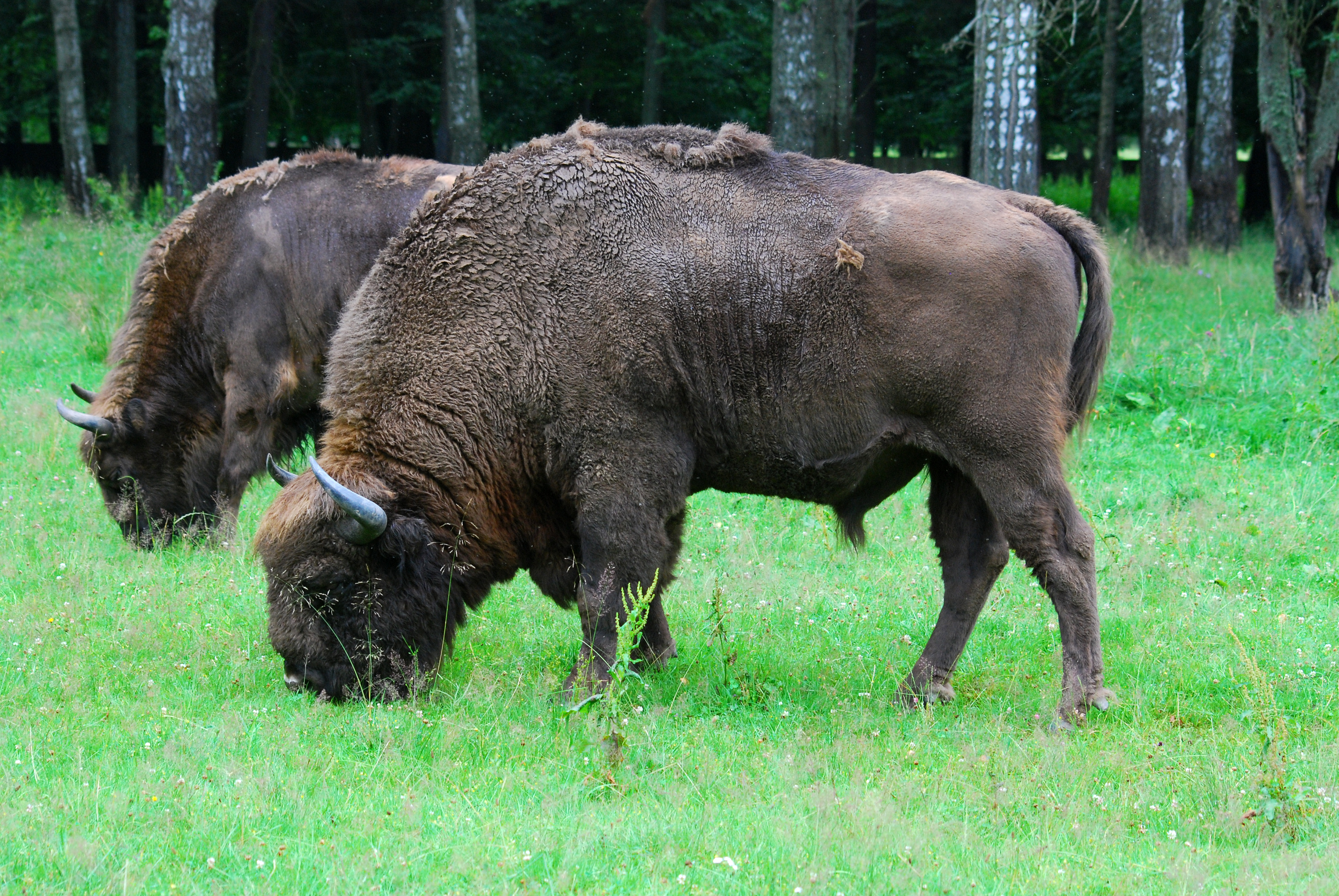
Wisente wurden im Pleistozän-Park, Sibirien, angesiedelt

Das erste Beispiel dafür, dass eine am Ende des Pleistozäns auf einem bestimmten Kontinent ausgestorbenes Großsäugetier von einer anderen Region wieder eingeführt wurde, war der Fall der Mustangs. Sie sind keineswegs Neozoen, sondern gehören mit Equus caballus einer Gattung an, welche in Nordamerika bereits vor der Ankunft des Menschen vorkam. Es sind jedoch verwilderte Hauspferde, keine echten Wildpferde.
Die bedrohte Gelbrand-Gopherschildkröte, welche im Pleistozän in Nordamerika vorkam, wurde vom Turner Endangered Species Fund in New Mexico wieder eingeführt. Donlan et al. postulieren, dass mit diesen Arten ein Pleistocene Rewilding-Projekt begonnen werden könnte, welches schließlich bei holarktischen Löwen enden könnte.
Moschusochsen waren während der letzten Eiszeit über einen großen Teil Eurasiens und Nordamerikas verbreitet, welche damals durch Tundren geprägt waren. Im Laufe des späten Pleistozäns und Holozäns schrumpfte ihre Zahl jedoch, bis sie nur noch auf den Norden Kanadas und Grönlands beschränkt waren. Sie wurden jedoch in Regionen Norwegens, Schwedens, Sibiriens und Alaskas (wo sie erst im 20. Jahrhundert ausgerottet wurden) erfolgreich wieder eingeführt.
Der Pleistozän-Park ist ein Projekt in Ostsibirien, welcher durch die Wiedereinführung von großen Tundrenbewohnern ein Wiederentstehen der Mammutsteppe anstrebt. Es wurden in einem Reservat im Süden von Sacha Jakuten-Pferde, Wisente und Moschusochsen eingeführt, welche sich zu den bereits vorhandenen Wildbeständen von Schneeschaf, Altai-Maral und Elch gesellten. Das Ziel ist, durch den Aufbau der Biodiversität auch den Permafrost zu erhalten und somit das Klima zu schützen, erklärt die deutsche Pleistocene Park Stiftung, gegründet von Michael Kurzeja und Bernd Zehent Bauer.
Um eine Verbuschung des holländischen Naturentwicklungsgebiets Oostvaardersplassen zu verhindern, wurden 1992 Rothirsche, Koniks und Heckrinder ausgewildert. Sie bilden nun große Herden und zählen insgesamt etwa 2200 Tiere. Die hohen Bestandszahlen ohne Regulierung durch Raubtiere führen zu Hungertod bei vielen Tieren im Winter.
Rewilding Europe ist eine Organisation, welche eine möglichst umfangreiche Wiedereinführung von noch vorhandenen Arten der europäischen Megafauna auf einer erhofften Fläche von etwa einer Million Hektar anstrebt. Festgelegt wurden fünf Kerngebiete: West-Iberien, die östlichen Karpaten, das Donau-Delta, die südlichen Karpaten und Velebit in Kroatien. Rewilding Europe kooperiert unter anderem mit TaurOs Project, ein Abbildzüchtungs-Projekt, welches eine dem Auerochsen ähnliche Rinderzuchtlinie anstrebt. Die Gründer- und Kreuzungstiere des Projektes leben bereits u. a. frei im Naturreservat Keent. 2014 hat Luigi Boitani eine Vereinbarung zur Zusammenarbeit der Large Carnivore Initiative for Europe mit Rewilding Europe unterschrieben.